# Weteringschans 26-28

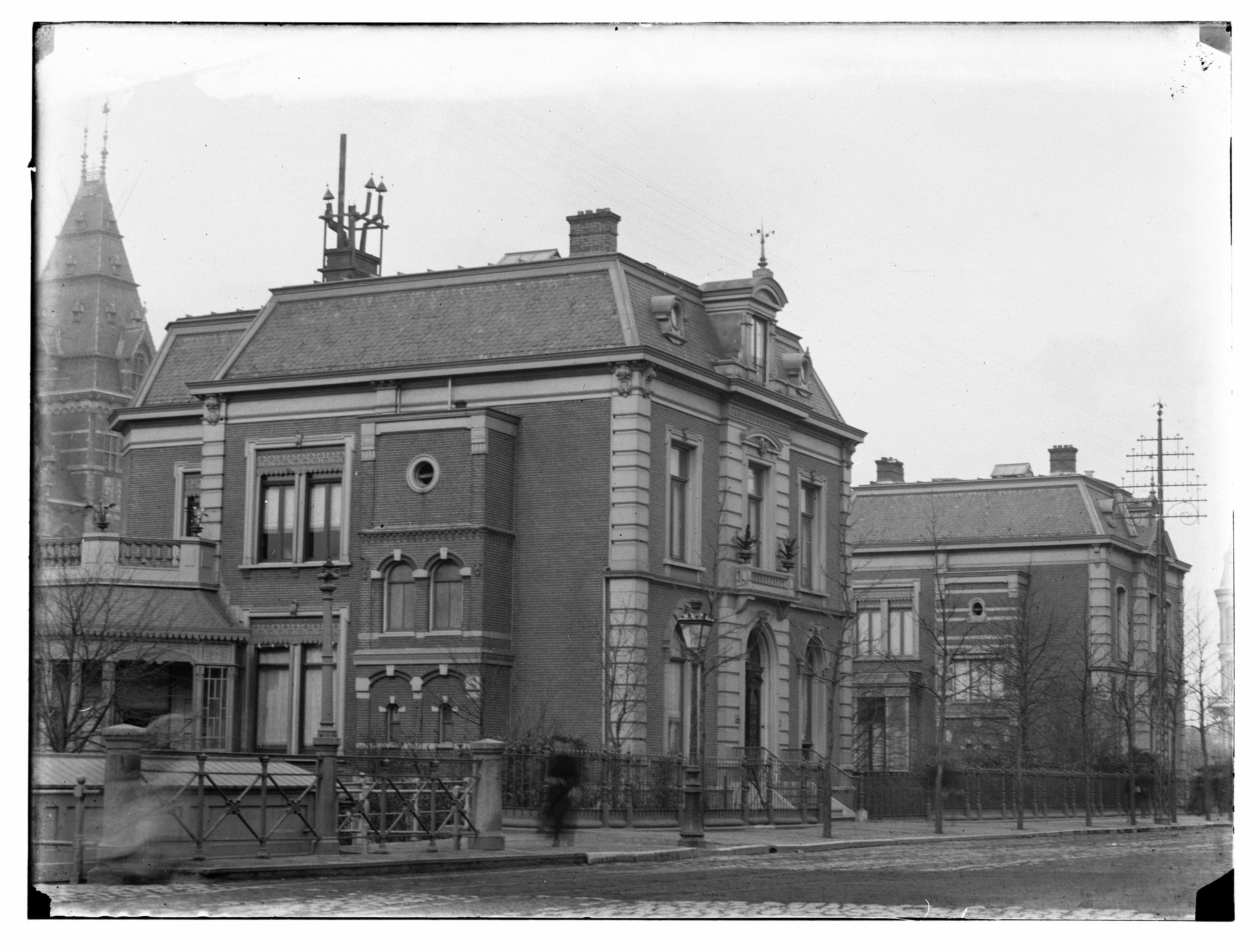
Groot Banda r en Banda Neira (l) door Jacob Olie in 1891

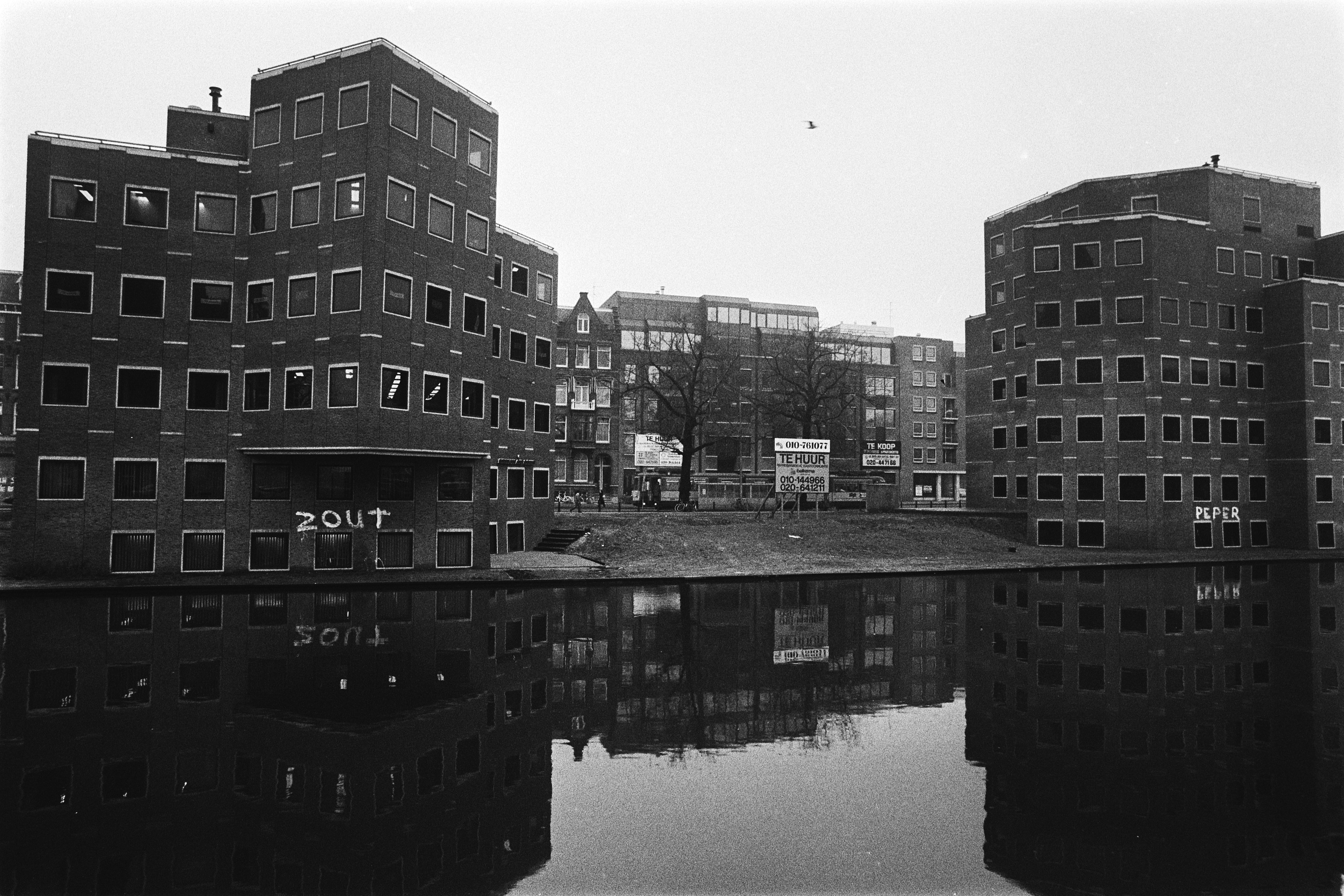
”Zout en peper” in 1980

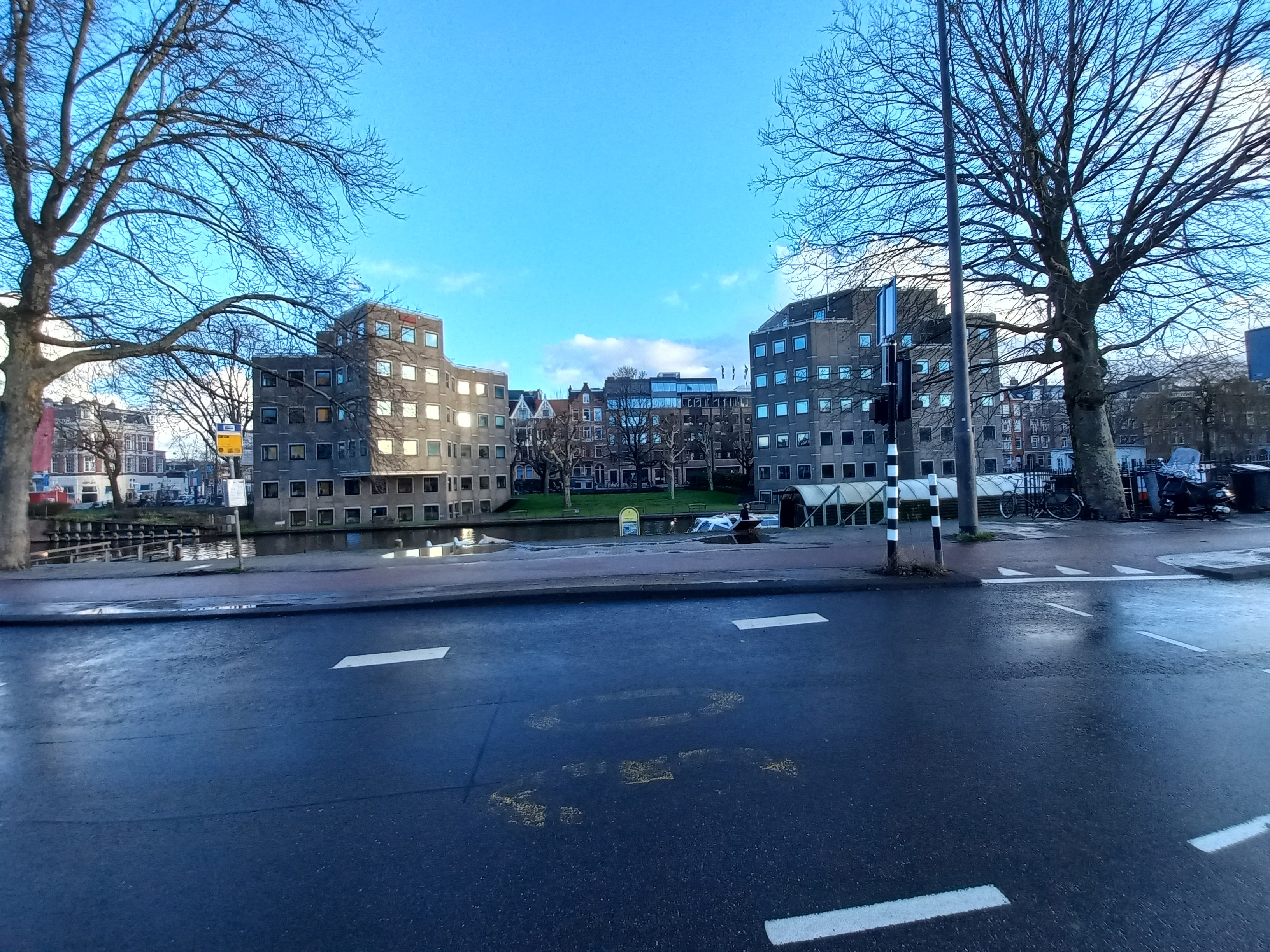
Weteringschans 26-28 vanaf Stadhouderskade (januari 2023)

Weteringschans 26 en 28 te Amsterdam zijn twee kantoorgebouwen aan de Weteringschans in Amsterdam-Centrum. In Amsterdam zijn de gebouwen bekend onder de bijnaam Peper en Zout.

## Weteringschans
De twee panden staan in het gedeelte van de straat tussen het Kleine-Gartmanplantsoen en de Weteringstraat. Daar kent de Weteringschans in de zone tussen de straat en de Singelgracht tot aan de Museumbrug vijf rijksmonumenten op rij, waarvan Paradiso verreweg de bekendste is. De anderen op huisnummers 14, 16, 20 en 24 zijn luxe stadsvilla’s aan het water. Die stadsvilla’s zetten zich oorspronkelijk voort met de villa’s Groot Banda (26) en Banda Neira (28).

### Groot Banda en Banda Neira
Deze kapitale villa’s werden in 1879 gebouwd naar een ontwerp van Coenraad Wiegand en stonden in dezelfde strook, maar dan tussen Museumbrug en Weteringstraat. Ze werden gebouwd met koloniaal geld door een plantagehouder en handelaar (perkenier) in nootmuskaat te Banda Neira Adrianus Martinus Lodewijk Hartog (1826-1907), die zijn naam per Koninklijk Besluit liet wijzigen in Hartog van Banda. Hij woonde, zich eenmaal gevestigd in Amsterdam, zelf op nummer 28, zijn met een KNIL-militair getrouwde dochter Johanna bewoonde nr. 26  De villa’s opgetrokken in de eclectische stijl raakten na de Tweede Wereldoorlog in verval, mede door vandalisme. In 1963 kocht het Philips Pensioenfonds en Maup Caransa de terreinen met villa’s. Op 10 juni 1967 was de sloopvergunning bijna rond, aldus het Algemeen Handelsblad op 10 juni 1967.   De villa’s hielden het toch knap lang vol, want ook in 1935 waren er al plannen tot sloop, aldus De Volkskrant van 15 september 1979. Indien destijds hersteld waren ze zeker opgenomen in het rijtje rijksmonumenten. Hartog liet overigens toch een rijksmonument na in Amsterdam; het Grafmonument van de familie Hartog van Banda op begraafplaats Zorgvlied.
Vooruitzichten in 1967 waren dat er pas rond 1969 gebouwd ging worden.  Het ging aanmerkelijk langer duren.

## Peper en Zout
Al tijdens de sloopplannen was het Philips Pensioenfonds in overleg met de gemeente Amsterdam over de bouwvoorschriften. In verband met de omringende gebouwen, wilde de gemeente hier alleen gebouwen bestaande uit twee bouwlagen en een kap. Dit voerde terug op een beschermende maatregel naar aanleiding van de sloopplannen in 1935, men wilde er geen terreinomvattend kantoor; alleen woonvilla’s met voldoende ruimte ertussen. Deze beperking werd in 1965 opgenomen in het bestemmingsplan, aldus De Volkskrant in 1979. Philips wilde echter hogere gebouwen, aldus hetzelfde artikel in het  Algemeen Handelsblad. Het Philips Pensioenfonds rekte de regelgeving tot het uiterste op, nadat was vast komen te staan dat woningbouw hier niet haalbaar was. Het plan werd in 1972 omgezet naar twee kantoortorens met gezamenlijk souterrain. Door de aanleg van de Schiphollijn met bijbehorend Station Amsterdam Museumplein werd het terrein slachtoffer van speculatie. Het werd doorverkocht en doorverkocht terwijl ondertussen in voorjaar 1977 de eerste heipaal de grond in ging voor een ontwerp van Frans van Gool. Er kwamen volgens Maarten Kloos twee monolithische torens, waarbij de nadruk lag op de horizontale belijning die men juist wilde vermijden. Vanuit architectonisch perspectief werden de gebouwen hardvochtig genoemd, de termen doodskoparchitectuur en solo van 312 ramen werden gebezigd.
Van Gool reageerde in september 1979 op de aantijgingen van spuuglelijk gebouw en een strijd in krantencolumns van onder meer Renate Rubinstein, Henk Hofland en Simon Mari Pruys. Hij ontkende niets maar constateerde wel dat dit voor dat terrein de juiste balans was voor wat betreft uiterlijk en doel (kantoor). Hij kon 95 % van zijn voorstellen in de bouw kwijt binnen kantoorgebouwen met een relatief gering vloeroppervlak en een relatief groot kantooroppervlak met toepassing van kleine ramen omdat de verdiepingen laag zijn. Hij constateerde dat de criticasters hun oordeel velden terwijl het complex nog niet opgeleverd was, wel meenemend dat diezelfde criticasters zich daar een beeld van hebben gevormd. Hij, die zich zelden uitliet over eigen werk, vond Peper en Zout uitstekend passen binnen de plaatselijke architectuur van allure. Overigens waren er ook bewonderaard van de moed van Van Gool: Rem Koolhaas, Arthur Staal en kunstenaar Marte Röling (Het Parool, 18 januari 1923).   
De gebouwen bestaat uit betonnen casco’s, die bekleed werden met Limburgs geglazuurde handvormstenen, donker graniet was te kostbaar. Die geglazuurde stenen verweren nauwelijks (wens van architect) en hebben weinig onderhoud nodig. De gevels aan de straatzijde lopen parallel met de straat, de gevels aan de grachtzijde bewegen mee me de contouren van de Singelgracht. Om voldoende vloeroppervlak te krijgen is er een constructie van een dijkwoning bedacht. De begane grond aan de Singelgracht ligt lager dan de “begane grond” aan de straatzijde. Vloeroppervlak kon nog vergroot worden door aan de gevels overstekken te hangen. De vensterpartijen lijken vierkant, maar zijn rechthoekig.   

### Herwaardering
De discussie rond de gebouwen bleef. In 1983 noemde Gerrit Komrij ze nog “bastaarden van het huwelijk tussen volgzaamheid en geestloze zelfoverschatting” (citaat uit Gerrit Komrij: Het boze oog, bladzijde 10). Desalniettemin nam de Erfgoedvereniging Heemschut de twee panden op in hun brochure Post '65 Architectuur 1966-1990 in Amsterdam (2018). Ook daaruit bleek de controverse: 
Destijds controversieel en spraakmakend; inmiddels iconisch ...nogal afwijken van de omgeving
Dit leidde uiteindelijk tot de discussie of het complex de status van gemeentelijk monument waardig werd/is. Ook hier ging de controverse verder in de discussie of het monumentschap hier moest dienen voor het opscheppen van de stad met “lelijke architectuur”. Daartegenover stond de houding dat de gebouwen in de loop der jaren het stempel kregen "Mooi van lelijkheid" en "Afschuwelijk, maar horen bij de stad" en "De gebouwen gaan langzaam op in hun omgeving" (Bernard Colenbrander: Frans van Gool: Leven en werk (2005). In december 2022 kreeg het kantorenduo de status gemeentelijk monument, zij het tegen de wil van de eigenaar.
De gebouwen zijn te zien in de film The Hitman's Bodyguard uit 2017, waar ze ironisch genoeg worden weergegeven als gevangenis.